# Angie Sageová
Angie Sageová se narodila v Londýně a vyrůstala ve vesnici Thames Valley, v Londýně a Kentu. V současné době žije u malé říčky v Cornwallu na západě Anglie. Angie je autorkou mnoha obrázkových knih pro malé děti. V České republice knihy vydalo nakladatelství Jota.

## Knihy

### Septimus Heap
Práva na filmové zpracování série Septimus Heap zakoupilo studio Warner Bros. Pictures.
- Magyk (Magyk) – New York, 2005
- Znamení draka (Flyte) – New York, 2005
- Physikus (Physik) – New York, 2007
- Výprava za hrdinstvím (Queste) – New York, 2008
- Syren (Syren) – New York, 2009
- Darke (Darke) – New York, 2011
- Oheň (Fyre) – New York, 2013

### TodHunter Moon
(trilogie navazující na Septima Heapa)
- TodHunter Moon, Book One: PathFinder 2014
- TodHunter Moon, Book Two: SandRider, 2015
- TodHunter Moon, Book Three: StarChaser 2016 [2]

### Araminta Spook
Česky zatím nevydáno.
- Araminta Spook, Book One: My Haunted House (2006)
- Araminta Spook, Book Two: The Sword in the Grotto (2006)
- Araminta Spook, Book Three: Frognapped (2007)
- Araminta Spook, Book Four: Vampire Brat (2007)
- Araminta Spook, Book Five: Ghostsitters (2008)

Dosud nevydané (rozepsané):

### Enchanter's child[3]
- Enchanter's child, Book One: Twilight Hauntings
- Enchanter's child, Book Two: Midnight Train